# Leptoneta condei
Leptoneta condei är en spindelart som beskrevs av Dresco 1987. Leptoneta condei ingår i släktet Leptoneta och familjen Leptonetidae.
Artens utbredningsområde är Frankrike. Inga underarter finns listade i Catalogue of Life.